# Taurusbergen
För andra betydelser, se Taurus.
Taurusbergen eller Taurus (på turkiska Toros Dağları eller Bulğar-Dağ) är en bergskedja i Turkiet. Den utgör den södra gränsen för den höglänta centralplatå som utgör stora delar av Anatolien. Den sträcker sig från Eğridirsjön i väst till Eufrat i öst. Många toppar reser sig 3 000 till 3 700 meter över havet.

## Namn, bakgrund och geologi
Tjuren var ofta symbolen i samband med forntida stormgudar i Främre Orienten. Detta gav upphov till namnet på en stjärnbild och i förlängningen även till Taurusbergen. Bergen är platsen för många antika stormgudars tempel. Störtfloder genom de här bergen sågs av de forntida syrierna som ett verk av storguden Adad, som därigenom lät vattnen i Tigris och Eufrat åter flöda över av vatten som sedan skänkte välstånd åt åkerbrukarna. Ett av de tidiga folken från området som förknippas med olika stormgudar var hurriterna.
Taurusbergen har bildats där tre tektoniska plattor möts. Regionen Kilikien ligger i direkt anslutning till bergskedjan och fungerar som en övergång mellan Anatoliens högland (på andra sidan bergen) och de syriska slätterna.
Taurusbergen har fått ge namn åt bergsområdet Montes Taurus på månen.

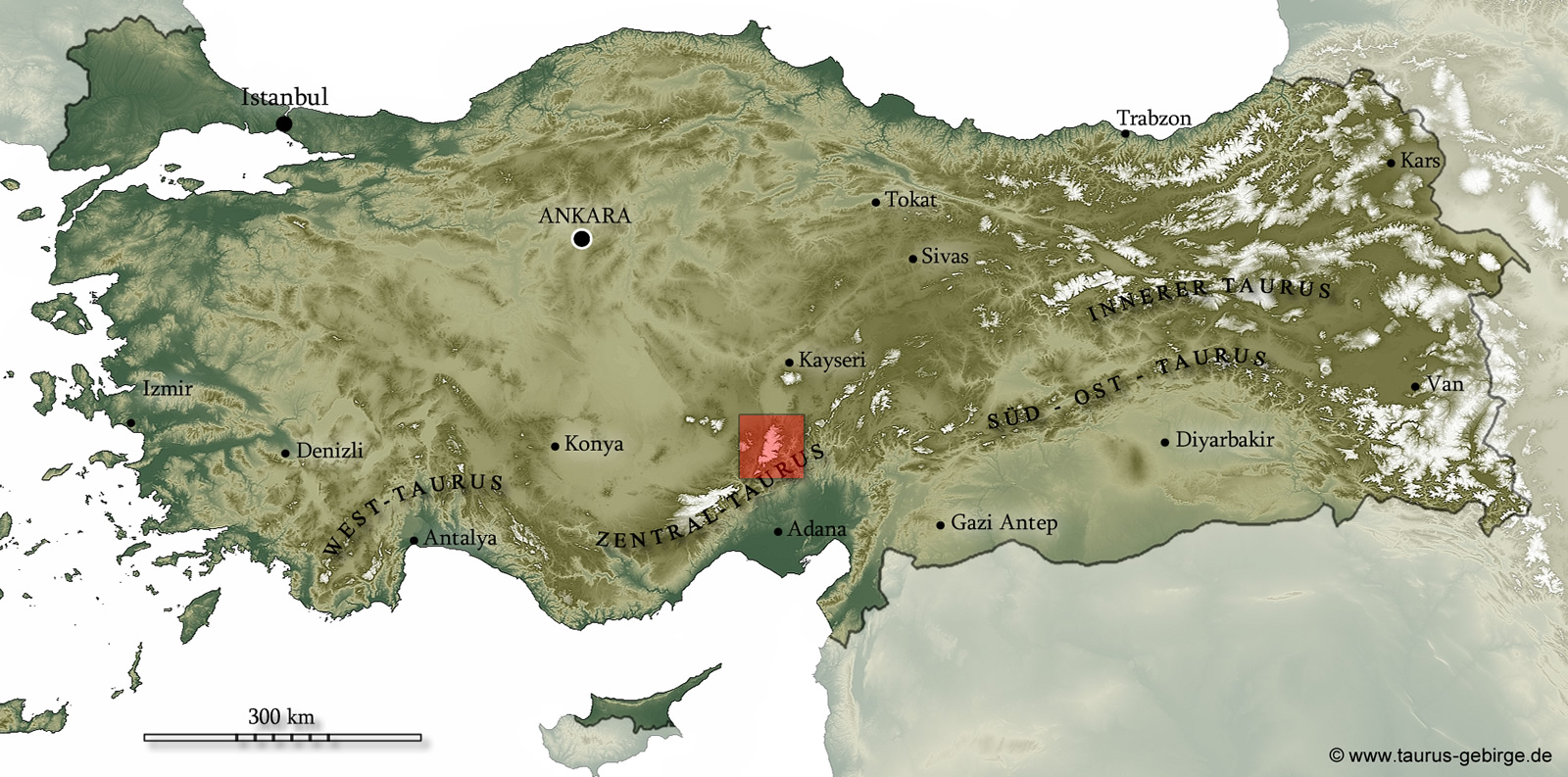
Karta över Turkiet med de olika delarna av Taurus utmärkta (rött = Anti-Taurusbergen, på turkiska Aladağlar).

## Fyra olika bergskedjor
Ofta är det de Centrala Taurusbergen man syftar på med begreppet Taurusbergen. Dessa är också de högsta bergen i bergskedjesystemet. Totalt finns det dock fyra eller fem olika bergskedjor med Taurus i namnet:
- Västra Taurus (Batı Toroslar) – genomlöper Lykien och västra Pisidien, väster och öster om Antalya.
- Centrala Taurus (Orta Toroslar eller Toros Dağları; Kilikien, Lykaonien och Kappadokien). Den inkluderar Anti-Taurusbergen strax norr om själva huvudkedjan, med bl.a. bergstoppen Demirkazık Dağı.
- Inre östra Taurus – bildar en östlig fortsättning av föregående, löper mot Eufrats källflöden i öster.
- Yttre östra Taurus (Güneydoğu Toroslar) – ett höglandsområde från östra Kilikien in i Armeniska höglandet, förbi Eufrats övre lopp och Tigris källflöden.

## Natur
I Taurusbergen återfinns libanonceder. Till faunan hör brunbjörn, varg, lodjur, vildsvin och räv; även mufflonfår, vildget och gems finns i bergen samt i torra trakter.